# Literatura copta

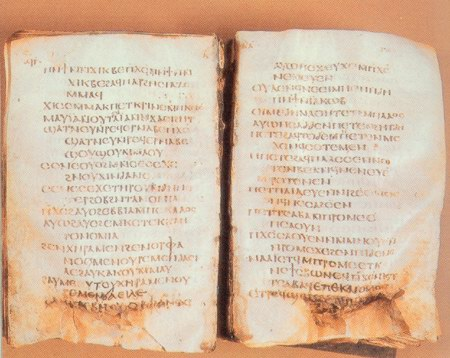
Mudil Psalter, trobat el 1984, al cementiri d'Al-Mudil, Egipte.

La literatura copta és una de les literatures cristianes d'Orient, escrita en llengua copta, la forma més recent de l'antic egipci.

## Origen
La literatura en llengua copta es va desenvolupar a partir del segle ii amb l'expansió del cristianisme a Egipte. Aleshores la cultura tradicional es trobava en decadència, es tracta d'una fe decidida que resisteix a totes les persecucions, ja siguin paganes, romanes d'Orient o àrabs. Els documents més antics coneguts remunten al segle ii aC: un grafit d'un títol reial a Abidos, la inscripció d'una pedra de Akhmmein i el fragment d'un glossari bilingüe. Del segle i aC se'n conserven diversos horòscops, probablement traduïts.

## Evolució i desenvolupament
La llengua copta es va dividir en diversos dialectes, dels quals només dos tenen una literatura abundant: el sahídic o la llengua copta de l'Alt Egipte, i el Nohahíric o Bohaíric, copta del Baix Egipte. Menys fecunda va ser la literatura en els dialectes Faium, akhmímic i licopolità. Aquesta literatura té lligams comuns amb la literatura siríaca, etíop, armènia i georgiana, ja que totes van néixer arran de la necessitat de traduir tant la Bíblia com la litúrgia cristiana (que en aquella època només eren accessibles mitjançant el grec) per a l'ús dels cristians egipcis que no l'entenien. Aquesta literatura consta, així, de traduccions bíbliques, textos litúrgics, regles monacals, biografies de sants (especialment màrtirs), literatura homilètica, dogmàtica, versions d'apocalipsi i apòcrifs, obres de Pares de l'Església i dels Pares de l'erm, entre altres coses.
Va influir decisivament en el desenvolupament d'aquesta literatura la separació de l'Església monofisita de la de l'Imperi Romà d'Orient, o Església Ortodoxa. Aquest trencament va propiciar una reacció nacionalista i religiosa en el domini polític, espiritual i lingüístic de l'Imperi Romà d'Orient. En els seus orígens es creen versions d'obres cristianes gregues i, en efecte, moltes d'aquestes es coneixen avui gràcies exclusivament a les seves traduccions a la llengua copta. Avui en dia la literatura en copte encara es coneix molt poc, a causa del pillatge que van patir els monestirs i les biblioteques. A més a més, una gran quantitat de material roman encara inèdit, el que queda són, fonamentalment, textos cristians, entre altres gnòstics i maniqueus.
El primer treball emprès en copta va ser la traducció de la Bíblia, tot i que no se'n conserven versions completes, sinó reconstruccions d'alguns llibres i d'un Nou Testament. La literatura copta comença amb els Apòcrifs, nombroses adaptacions lliures del grec o textos originals escrits en to lúdic i exagerat. La majoria són relats dels Fets dels apòstols o Nous Evangelis, plens de miracle i d'esdeveniments prodigiosos o sensacionalistes. També posseeix un Apocalipsi imaginatiu (no es pretenia transmetre un dogma exacte), que abunda en les atrocitats infernals i en les delícies paradisíaques. Es van redactar moltes vides de sants i apotegmes, uns episodis moralitzants breus que il·lustren una màxima produïda per un sant. Aquests textos apòcrifs sovint són estereotipats i ingenus.

## Escriptors i obres
Es desconeix el nom d'una part considerable dels escriptors coptes, amb tot els de major rellevància van ser sant Antoni Abat, (251-356) l'anacoreta del desert, autor de Cartes (segle iii), els textos litúrgics de Sant Serapi de Tmuis (s. IV), les Cartes i la Regla de sant Pacomi de Tabenna (292-346), el fundador dels monestirs de l'Alt Egipte, i sobretot l'abat Senuda o Scenutes, mort l'any 451 i autor de nombrosos escrits parenètics, homilètics i cartes amb un estil molt personal.
Es conserven fragments de dos textos novel·lescos laics, una Història d'Alexandre el Gran i una altra de la conquesta d'Egipte per Cambises, així mateix, narracions d'aventures com les de Teodosi i Dionís, uns egipcis pobres dels quals el primer va arribar a ser emperador romà d'Orient. Al període saídic pertany el Triadon ("poesia de tres rimes"), apologia d'una vida religiosa ja en estat decadent. En el dialecte nohahíric, que va triomfar després del Concili de Calcedònia, es poden consultar col·leccions de poesies litúrgiques com la Theotohia en honor de la Santíssima Verge. El nohahíric va perdurar com a llengua litúrgica simultàniament amb l'àrab. Per la copta s'ha transmès a l'àrab i a la literatura universal bona part de la literatura popular egípcia. El segle xix va suposar una revitalització per a aquesta llengua gràcies a l'impuls provocat pel patriarca d'Alexandria Ciril IV.
Una característica de la literatura copta són els tractats populars, presents en tota mena de textos, gràcies als quals es poden conèixer obres del gnosticisme (Pistis Sophia, Manuscrits de Nag Hammadi, que són una traducció directa del grec al copte dels Evangelis apòcrifs de Joan, Tomàs i Felip, i alhora, d'altres escrits religiosos d'origen incert) i del maniqueisme (Documents d'El Faium, homilies, Kephaliaia, els Salms de Tomé, etc.)